# Lanzendorf
Lanzendorf è un comune austriaco di 1 711 abitanti della Bassa Austria. Dal 2017 fa parte del distretto di Bruck an der Leitha dopo lo scioglimento del distretto di Wien-Umgebung. È stato istituito il 1º settembre 1954 con la fusione dei comuni soppressi di Oberlanzendorf e Unterlanzendorf, ora comuni catastali, che tra il 1938 e il 1954 erano stati accorpati alla città di Vienna.

## Monumenti e luoghi d'interesse
- Castello di Lanzendorf